# BI 253
BI 253 — звезда спектрального класса O2V в Большом Магеллановом Облаке, основная стандартная звезда спектрального подкласса O2. Это одна из наиболее горячих известных звезд главной последовательности и одна из самых массивных и ярких среди известных звёзд.

## Обнаружение

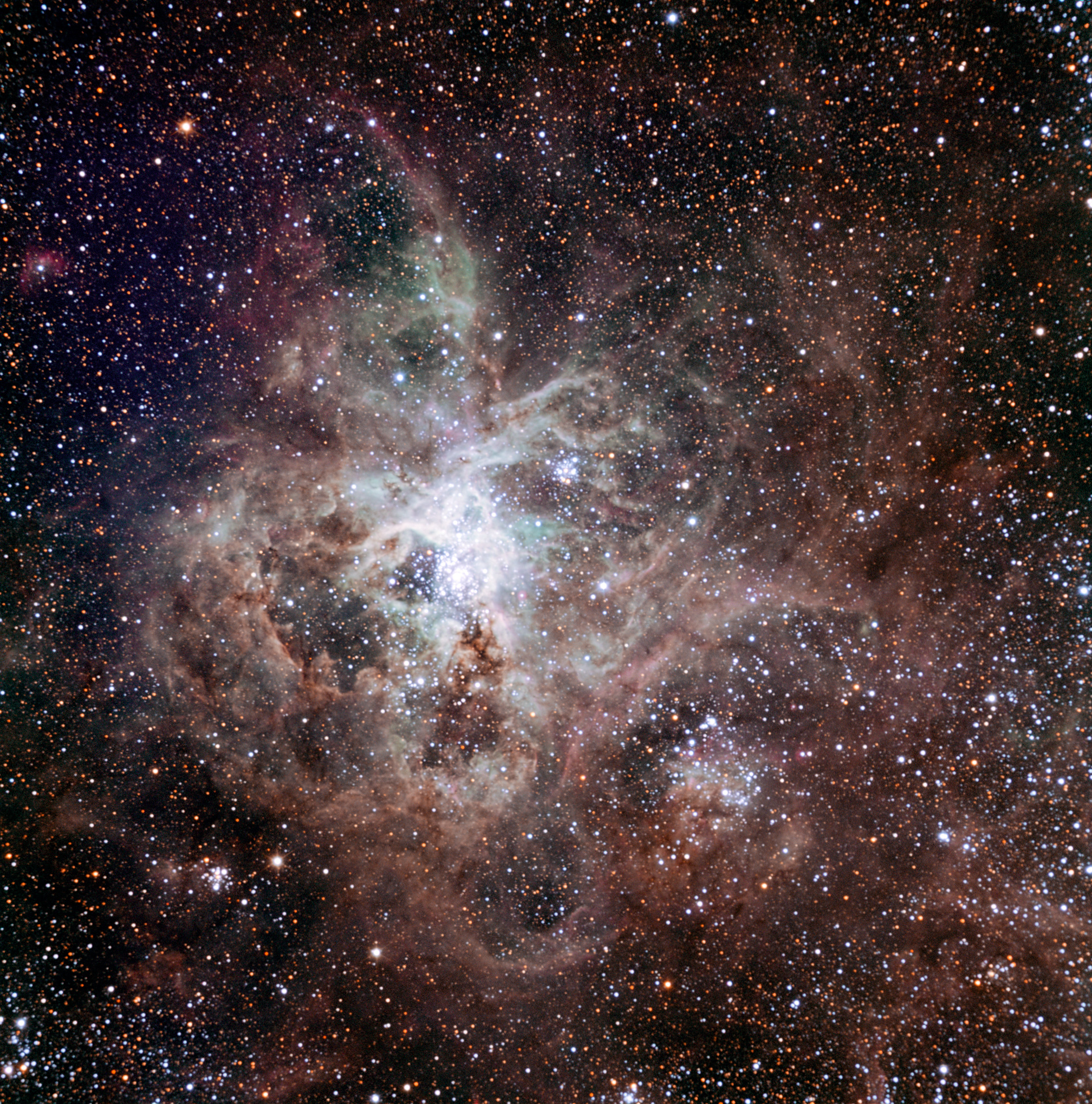
Туманность Тарантул: звезда BI 253 находится в верхнем правом углу.
(TRAPPIST/E. Jehin/ESO)

BI 253 впервые внесена в каталог в 1975 году как 253-я из 272 вероятных звёзд спектрального класса O или раннего класса B в Большом Магеллановом Облаке. В 1995 году спектральный класс звезды был уточнен до O3 V, и на тот момент это был самый ранний подкласс, звёзды которого наблюдались.
Когда в 2002 году классификация звёзд ранних подклассов класса O была пересмотрена, полное отсутствие линий нейтрального гелия и дважды ионизованного азота в спектре привело к тому, что BI 253 отнесли к классу O2V. Также звезда получила индекс ((f*)), поскольку в ее спектре присутствуют слабые линии излучения гелия и азота. В современных публикациях указывается спектральный класс звезды O2V-III(n)((f*)), хотя неясно, действительно ли спектр звезды поменялся или же в настоящее время удаётся получать более качественные спектры.
BI 253 является убегающей звездой, поскольку находится в относительной изоляции вне главных областей звездообразования 30 Золотой Рыбы, а также вследствие высокой пространственной скорости. Вероятно, звезда была выброшена из скопления R136 около миллиона лет назад.

## Свойства
BI 253 является одной из самых горячих, массивных и ярких известных звёзд главной последовательности. Температура звезды составляет около 54000 K, светимость превышает миллион светимостей Солнца, масса составляет около 100 масс Солнца, хотя радиус не превышает 14 солнечных радиусов. Скорость вращения составляет около 185 км/с, что типично для молодых горячих звёзд, а также может свидетельствовать о некотором раскручивании в течение звездообразования или же о слиянии в тесной двойной системе.

## Эволюция
BI 253 до настоящего времени поддерживает ядерные реакции горения водорода в центральной области, но поверхность звезды богата азотом и гелием вследствие вращательного и конвекционного перемешивания, а также вследствие наличия мощного звёздного ветра. Звезда близка по положению к начальной главной последовательности звезды с массой 85 масс Солнца. Предполагается, что более массивные звёзды даже на главной последовательности будут относиться к классу светимости гигантов или сверхгигантов